# Temple d'Amon (Siwa)
Pour les articles homonymes, voir Temple d'Amon.
Le temple d'Amon situé à Siwa se dresse au nord-ouest du rocher d'Aghourmi, l'antique capitale de l'oasis. Son oracle a joué un rôle décisif dans la conquête de l'Égypte par Alexandre le Grand, qui se rendit à Siwa afin de faire légitimer son pouvoir et son règne en Égypte par l'oracle d'Amon.
Le sanctuaire se situe aux croisements de différentes cultures, notamment Cyrène, l'Égypte et le monde méditerranéen. C'est pourquoi l'identité de la divinité honorée originellement à Siwa est difficile à cerner. Il s'agit probablement d'une variante libyenne d'Amon, honoré dans l'oasis sous forme criocéphale. Lors de la mainmise des Égyptiens sur l'oasis, ils interprétèrent la divinité comme une variante locale de leur Amon de Thèbes, qui pouvait effectivement être représenté sous forme criocéphale. Dans une stratégie d'expansion vers la mer Méditerranée, la dynastie saïte procède aux aménagements et aux agrandissements d'un temple, probablement déjà construit par des dynastes libyens. Ahmôsis II est probablement le pharaon à l'origine de la construction du temple à la Basse époque. Malgré la destruction, en 1970, des maisons qui le dissimulaient, ce qui reste du temple d'Amon ne permet guère d'imaginer sa splendeur passée.
Outre la consultation d'Alexandre qui cristallisera l'oracle et son dieu au sein des traditions narratives autour de la figure charismatique d'Alexandre, l'oracle est auparavant consulté par des grandes figures politiques du monde grec, comme le général athénien Cimon, le spartiate Lysandre ou encore Alcibiade. Le caractère multiculturel et marginal de cet oracle, par rapport à des sanctuaires continentaux comme Delphes, soumis à une grande pression politique, lui valait d'être convoqué dans des stratégies de médiations culturelles, tout en étant utilisé comme modèle anti-perse, puisque, selon les traditions, Cambyse aurait entrepris de détruire l'oracle lors de sa domination sur l'Égypte. C'est aussi dans cette perspective qu'Alexandre et l'élite gréco-macédonienne utilise le message promulgué par l'oracle, dans une perspective anti-perse, afin de légitimer l'alliance de l'Égypte dans la guerre que le conquérant menait contre le grand Roi.
Après Alexandre, l'oracle sera encore consulté, par le conquérant, concernant les honneurs héroïques et divins pour Hephaïstion décédé et, par la suite, par les Rhodiens, afin d'honorer Ptolémée Ier après avoir fourni son aide lors du siège de Rhodes en 305. Après quoi, l'oracle ne fut plus l'objet de visite d'importance et ne subit plus aucun aménagements, fait étonnant lorsque l'on sait combien il joua un rôle dans la construction de la figure d'Alexandre. Strabon atteste même, au premier siècle avant J.-C., le déclin de l'importance religieuse de l'oracle dans le monde hellénistique.

## Description
Son entrée est de style égyptien, à l'exception de deux colonnes de style dorique évoquant l'architecture grecque. Deux salles mènent au naos, dans lequel aboutit également un étroit couloir qu'empruntait le prêtre chargé de délivrer l'oracle.